# ألف (قزم)

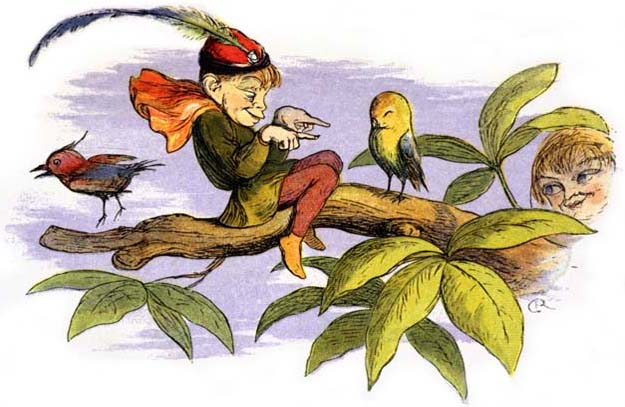
آلف في الفلكلور الأنكلوسكسوني

الألف (بالإنجليزية: Elf) هو كائن من الأساطير النوردية والجرمانية. صفات هذا النوع من الكائنات متعدّدة وغير ثابتة، حسب تطوّر الأساطير في الخيال الشعبي. في البداية كانت كائنات إلهية صغرى للطبيعة والخصوبة، لهم قوى سحرية يستعملونها في الخير أو في الشر. ولا يزال الألف حاضرين حتى الآن في الموروث الشعبي الإسكندنافي. كما نجدهم أيضاً في الأساطير الكلتية.
في القرون الوسطى ارتبط الألف بقصص العجائب وحكايات الحوريّات وأدب الفانتازيا عامّة. وصوّروا غالباً في شكل مخلوقات صغيرة الحجم، تعيش في الغابات والتلال والكهوف، أو في الآبار والينابيع. في القرن 19، استعاد جنس الألف بعضاً من مكانته في الأدب الرومانسي، وصوّروا على شكل رجال ونساء في غاية الجمال وفي ريعان الشباب.
شكل جنس الألف في الخيال الشعبي المعاصر يعود الفضل فيه إلى النجاح الشعبي الباهر لروايات جون رونلد تولكين حول الأرض الوسطى (أشهرها ثلاثية سيد الخواتم). استعمل تولكين لفظ الألف لشخصيات شبه بشرية، جميلة المظهر، نبيلة وحكيمة. يصف تولكين الألف مخلوقات خالدة، تعيش غالباً في الغابات، لهم بعض القدرات السحرية، يتميزون عن البشر بآذانهم المدببة وأجسامهم الرشيقة. ترسّخت هذه الهيئة للآلف في أدب الفنتازيا المعاصر.

## أصل التسمية
أقدم وصف للآلف يأتي من الأساطير الإسكندنافية. باللغة النوردية القديمة، يطلق عليهم اسم ألفَر (álfar)، مفردها ألفر (álfr). والكلمة مشتقة من جذر في اللغة الهندو أوروبية البدائية ألب (albh)، ومعناها «أبيض». نجد نفس الجذر مثلاً في الكلمة اللاتينية ألبيس (Albus) «الأبيض». العديد من الأسامي الأوروبية مشتقّة من نفس الجذر مثل ألفرد (Alfred).